# Paulo Romeu Dantas Bastos
Paulo Romeu Dantas Bastos (* 20. August 1955 in Nova Soure, Bahia) ist ein brasilianischer Geistlicher und römisch-katholischer Bischof von Jequié.

Wappen von Paulo Romeu Dantas Bastos

## Leben
Paulo Romeu Dantas Bastos absolvierte zunächst ein Studium der Agrarwissenschaften an der Landwirtschaftsschule in Catu. Später studierte er Philosophie an der Universidade Católica do Salvador und Katholische Theologie an der Pontifícia Universidade Católica do Rio Grande do Sul. Er empfing am 18. Mai 1985 die Priesterweihe für das Bistum Barreiras.
Dantas Bastos war Pfarrvikar der Pfarrei Sagrado Coração de Jesus in Formosa do Rio Preto (1984–1985), Pfarradministrator der Pfarrei São Sebastião in Barreiras (1986–1987) und der Pfarrei Senhora Santana in Riachão das Neves (1987–1991), Pfarrer der Kathedrale São João Batista in Barreiras (1992–2002) sowie Koordinator der Diözesanpastoral (1987–1996) und der Jugendpastoral (1987–1996). Von 1997 bis 2002 war er zudem Generalvikar des Bistums Barreiras.
Papst Johannes Paul II. ernannte ihn am 24. April 2002 zum Bischof von Alagoinhas. Der Bischof von Barreiras, Richard Josef Weberberger OSB, spendete ihm am 27. Juli desselben Jahres die Bischofsweihe; Mitkonsekratoren waren Luís Flávio Cappio OFM, Bischof von Barra, und Jaime Mota de Farias, Altbischof von Alagoinhas. Als Wahlspruch wählte er POR CRISTO, COM CRISTO, EM CRISTO.
Am 13. Januar 2021 ernannte ihn Franziskus zum Bischof von Jequié. Die Amtseinführung erfolgte am 19. März desselben Jahres.